# Польський ламаний дах

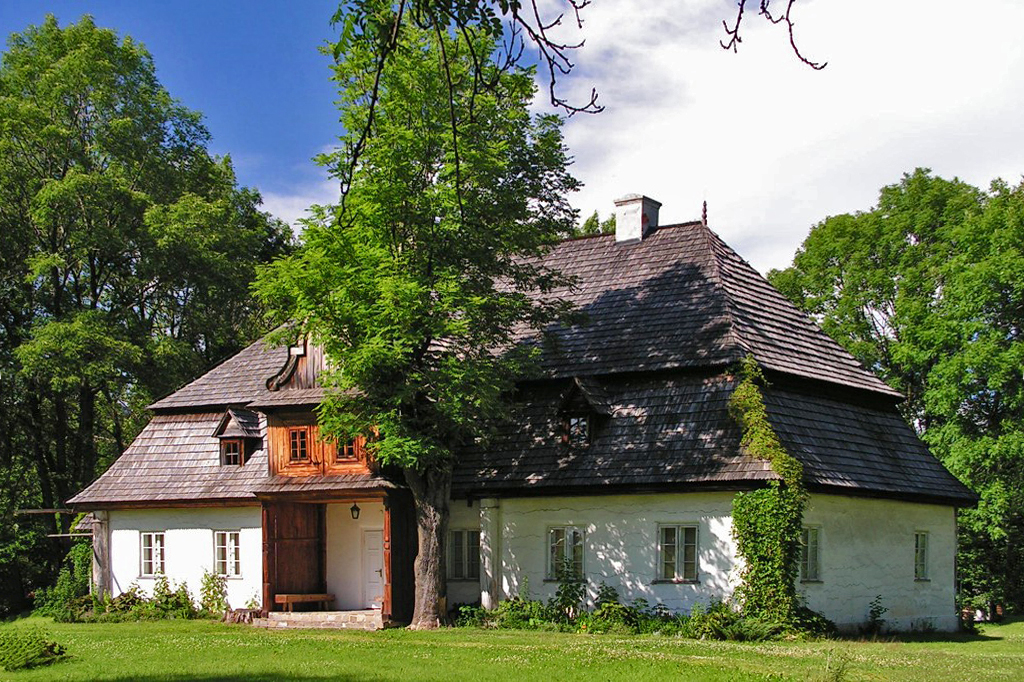

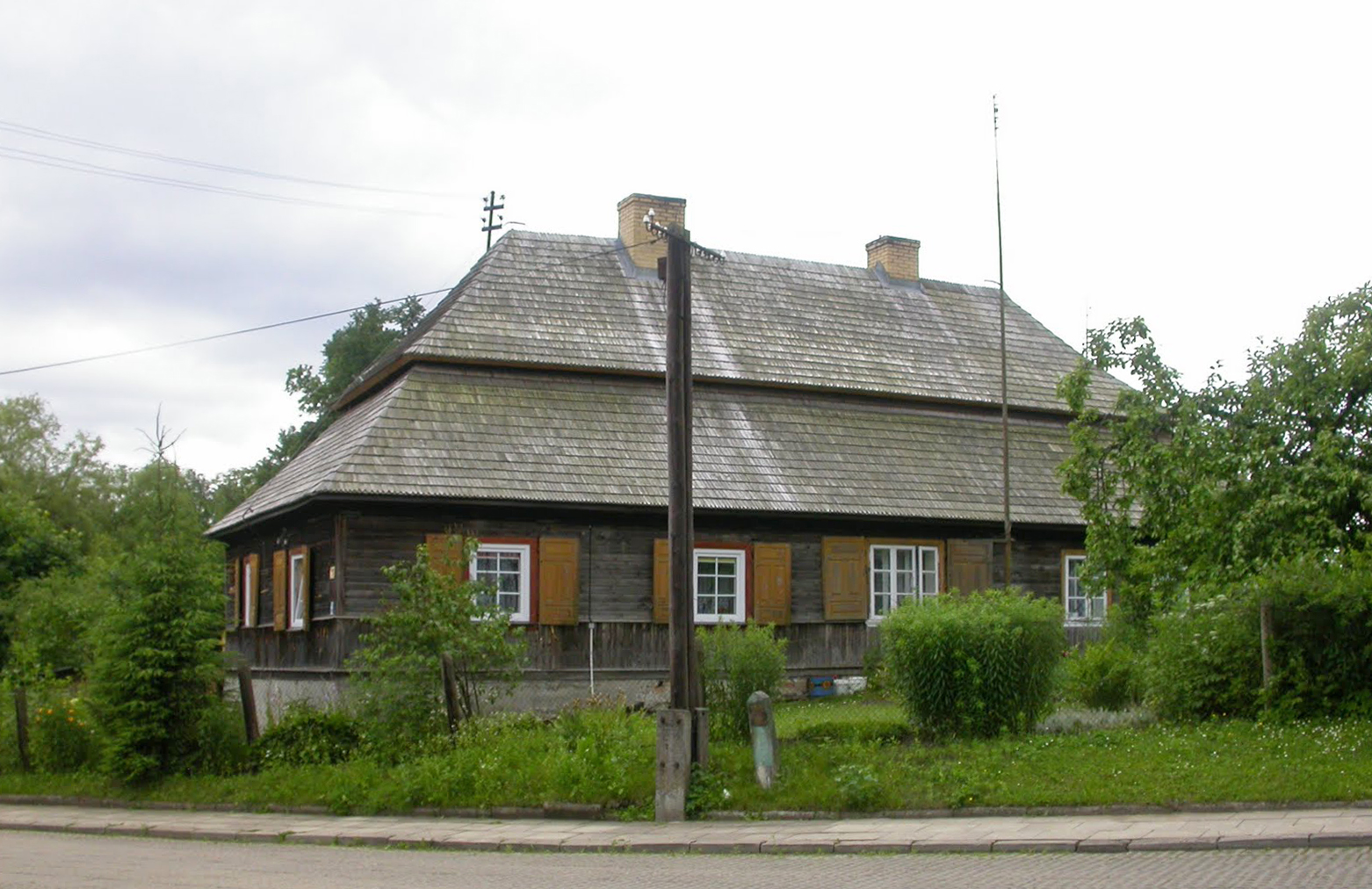

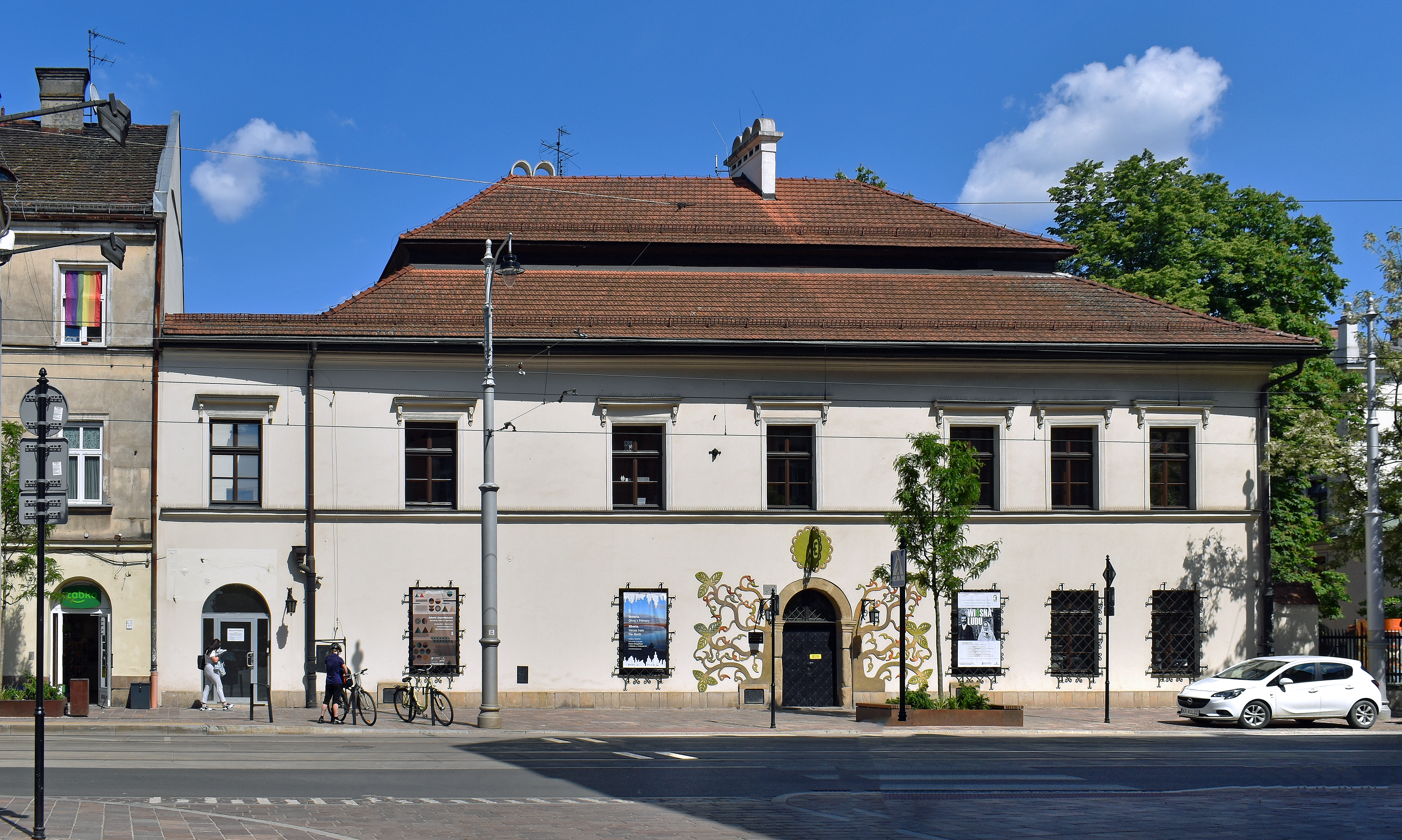
Будинок у Кракові

Польський ламаний дах (пол. Łamany dach polski) — варіація даху з уступами, який складається з двох частин з однаковим або дуже подібним кутом нахилу. Нижня і верхня частини даху розділені невеликою стіною.
Використовується з початку XVII століття, найчастіше в житловій архітектурі (в особняках) або службових приміщеннях, іноді зустрічається в архітектурі культових споруд.
Варіант польського даху — краківський дах, в якому вставка, що відокремлює нижню і верхню частини даху, ширшає і часто прикрашена профільними смужками або декоративним розписом.